# Гулиелмо I Малатеста ди Соляно
Гулиелмо I Малатеста ди Соляно (на италиански: Guglielmo I Malatesta di Sogliano; † сл. 1316) е син на Джовани I Малатеста ди Соляно и суверенен граф на Соляно с братята си Рамберто I и Малатеста I през 1199 г., както и господар на Пенабили, Верукио, Ронкофредо, Поджо дей Берни, Чола дей Малатести, Монтеджели, Ронтаняно, Савиняно ди Риго, Пиетра дел'Узо, Монтебело и Монтепетра.

## Произход
Той е син на Джовани I Малатеста ди Соляно († 1299), родоначалник на кадетския клон Малатеста ди Соляно на рода Малатеста и чрез брак граф на Соляно (1255 – 1299), гибелин, както и господар на Пенабили, Верукио, Ронкофредо и т.н., и на съпругата му наследница на Графство Соляно. Има двама братя – графове на Соляно:
- Рамберто I († 1348)

- Малатеста (Малатестино) I († пр. 1352)

## Биография
През 1305 г. Гулиелмо I откупува обратно замъка и областта Стригара, продаден от баща му. 
Гибелин, той е един от най-бурните воини, които държат в смут Романя: след като през 1299 г. е сключен мир между воюващите градове и са опростени взаимните вражди, той и братята му са изключени от него. Гулиелмо I e на страната на рода Парчитади – врагове на роднините му Малатеста ди Римини. През 1312 г. Малатестино I Малатеста „Окото“ насочва срещу него наместника на краля на Неапол, на когото са се подчинили по собствено желание гвелфите от провинцията: Гулиелмо и братята му дават отпор за известно време, но накрая са принудени да се окупират в Соляно от март до 29 юни, когато крепостта пада. Победителите разрушават двореца на Малатеста ди Соляно, както и 200 къщи, и им позволяват да го напуснат с онова, което могат да носят на гърба си. Изгнаник, Гулиелмо I впоследствие продължава се бие срещу Малатеста от Римини: през 1315 г. участва с родовете Орделафи и Калболи в превземането на Форли, който напразно е защитаван от Ферантино Малатеста. Така с помощта на Орделафи Гулиелмо I и братята му установяват седалището си в града и през 1316 г. разбиват гвелфите, които се опитват да се върнат там. Няма повече сведения за него след 1316 г.